# Publiekrechtelijke erfdienstbaarheden van doorgang (s.s.)
De publiekrechtelijke erfdienstbaarheid van doorgang in de brede zin van het woord (s.l.) is een begrip in het Belgisch goederenrecht. In de strikte zin van het woord (s.s.) slaat het op een administratiefrechtelijk statuut van wegen. 

## Definitie
Kleine wegen waarvan de gemeente kan aantonen dat deze ondubbelzinnig, voortdurend en ter goeder trouw gedurend 30 jaar gebruikt zijn door het grote publiek (niet enkel activisten). Een particuliere bedding (of op een weg die behoort tot het private domein van een overheid) die de gemeente door dertigjarige verjaring heeft verkregen en die niet voorkomen in de Atlas der Buurtwegen, noch door de gemeente werden erkend als buurtweg, zijn te beschouwen als publiekrechtelijke erfdienstbaarheden van doorgang in de strikte zin van het woord als bovenstaande voorwaarden door de vrederechter is bevestigd door middel van een vonnis, in de Franstalige rechtsleer worden ze vaak “onbenoemde wegen” (voirie innommée) genoemd.
Ze verschillen van de buurtwegen met een particuliere bedding, omdat ze niet onder de administratieve regels van de Buurtwegenwet vallen.